# Combats esthétiques
.

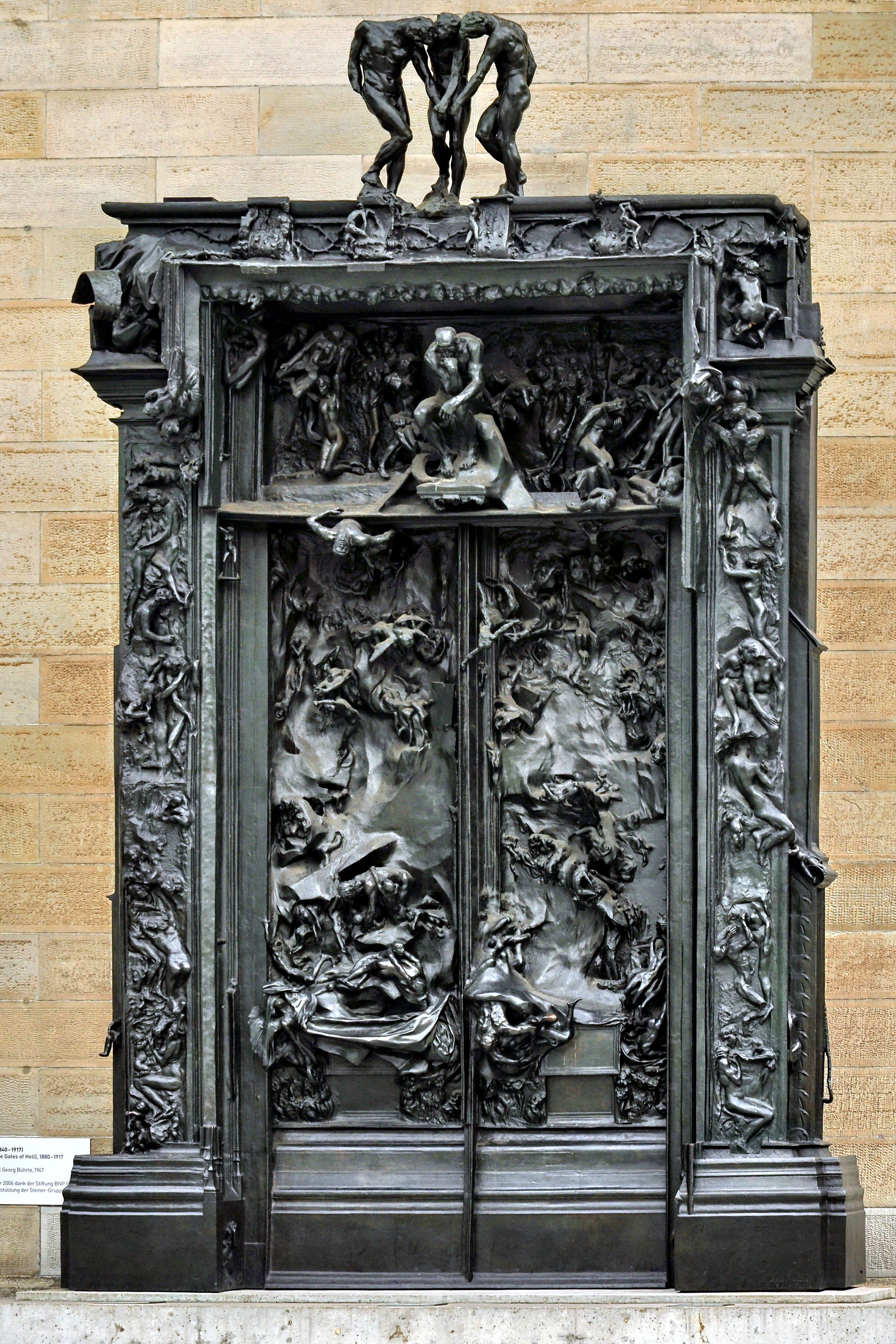
Auguste Rodin, La Puerta del infierno (museo Rodin) de la que Mirbeau hizo la primera descripción en febrero de 1885

Combats esthétiques (Combates estéticos) es el título de dos gruesos volúmenes que recopilan los artículos que el escritor Octave Mirbeau ha dedicado a la pintura y a la escultura en el transcurso de su larga carrera de periodista influyente, capaz de arruinar el prestigio de los maestros más reputados, como de consagrar a artistas desconocidos, pero que saben echar una mirada nueva sobre el mundo y las cosas que contemplan.

## Sus preferidos
Cantor casi oficial de Claude Monet y de Auguste Rodin, a los que dedica numerosas crónicas y a los que, mucho más que cualquier otro crítico, en veinte años, consigue hacerles pasar de una modesta notoriedad, a la gloria y a la consagración. También proclama la genialidad de Vincent Van Gogh, de Paul Cézanne y de Camille Claudel, canta a Edgar Degas y a Auguste Renoir, homenajea a James McNeill Whistler, Eugène Carrière y a Jean-François Raffaelli, ensalza a Maxime Maufra, Constantin Meunier y Aristide Maillol.

## Sus odiados
Por el contrario, el autor de El abate Julio lleva al ridículo, por un lado a los simbolistas, prerafaelistas « larvistas » y otros « kabalistas », los cuales exacran la inspiración volviendo la espalda a la naturaleza y, por otra parte, a los academicistas, a los “bomberos”, los fabricantes de lienzos pintados y los industriales de la escultura, cubiertos de premios y de perendengues, y condecorados como vacas en las ferias de pueblo. Sus cabezas de turco son Alexandre Cabanel, William Bouguereau, Édouard Detaille, Carolus-Duran, Benjamin-Constant, Denys Puech.

## El deber del crítico
Enemigo del sistema de las salas de arte, « esos bazares de las mediocridades a trece céntimos », así como a la intervención del Estado, secuaz en el dominio de las bellas artes, Mirbeau forma parte del sistema galerista-crítico que se pone en marcha en la segunda mitad del siglo XIX y que permite a los pintores impresionistas subsistir a pesar del ostracismo de las salas oficiales de arte. Pero él no se hace ninguna ilusión sobre los galeristas, y el mercantilismo en arte le parece extraordinariamente peligroso, ya que, el mercado tiende a ahogar a los verdaderos talentos y las voces originales. si no son rentables.
Su deber de crítico no es el de analizar e interpretar las obras, ejercicio que le parece inútil y arbitrario (compara a los críticos oficiales con los basureros de las cajoneras de los caballos…), sino el de compartir con sus lectores sus admiraciones y denuestos con la esperanza de permitir a algunos artistas innovadores darse a conocer y reconocer y que vivan de su arte. Él es ante todo un portavoz que hace de la emoción estética, siempre subjetiva, el criterio de sus críticas en materia de arte. Pero, sin ilusión sobre los hombres y el sistema educativo, sabe que existe el riesgo de que se asiente en el arte un nuevo esnobismo, sin que jamás llegue el gran público a sentir la verdadera emoción estética.

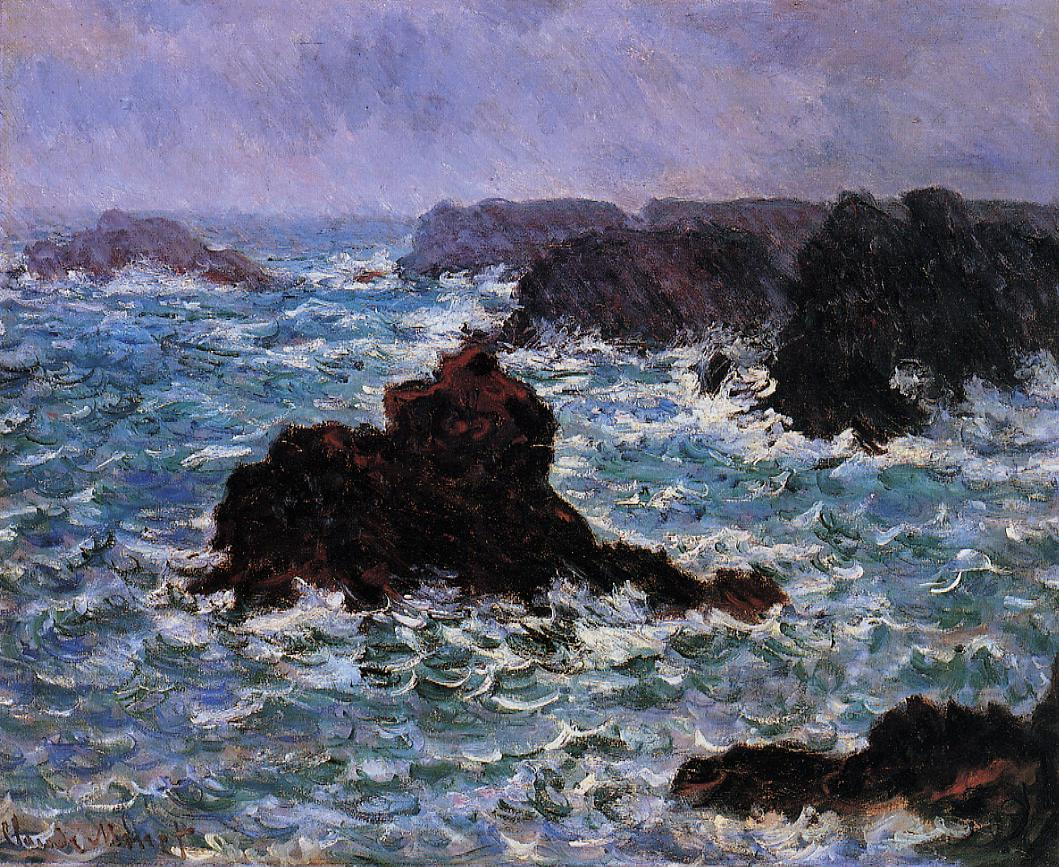
Claude Monet, Belle-Ile

## Citas
- « Un pintor que no ha sido nada más que pintor no será más que la mitad de un artista » (21 de marzo de 1885).
- « Se puede decir de él [Claude Monet] que verdaderamente ha inventado el mar, pues es el único que lo ha comprendido y nos lo ofrece con sus aspectos cambiantes, sus ritmos enormes, sus movimientos, sus reflejos infinitos y siempre renovados » (13 de mayo de 1887).
- « Cada vez que me entero de que un artista que yo aprecio, que un escritor que yo admiro, acaba de ser condecorado me viene un sentimiento de tristeza y me digo al momento : “¡Qué pena !” » (16 de enero de 1888).
- « El crítico, en general, es un señor que, incapaz de crear un cuadro, una estatua, un libro, una obra de teatro, una partitura, o alguna cosa clasificable, se decide al fin a hacer algo, a juzgar periódicamente una de esas producciones de arte, incluso todas a la vez y, dada su ignorancia notoriamente universal, el crítico se muestra apto para todos las tareas y no muestra preferencias por ninguna en particular » (13 de diciembre de 1892).
- « Todas las colectividades se esfuerzan en hacer desaparecer de la humanidad al hombre de genio, porque éstas no permiten que un hombre pueda sobrepasar la cabeza de otro hombre y han decidido que toda superioridad, en cualquier orden de cosas, es, si no un crimen, al menos una monstruosidad, algo absolutamente antisocial, un fermento de anarquía. Vergüenza y muerte a todo aquel cuya talla es demasiado alta » (12 de julio de 1899).
- « La verdad es que no hay un arte más sano… más realísticamente pintado que el arte de Van Gogh… Van Gogh no tiene más que un amor y un guía : la naturaleza… Incluso siente el horror instintivo de todos esos vanos intelectualismos en los que anida la impotencia » (17 de marzo de 1901).
- « Nosotros queremos que se nos ensalce en todo y sin cesar : en el libro, en el teatro, en los discursos, en el mármol y en el bronce. ¡Es la mentira universal a la que llamamos ideal ! » (octubre 1909).
- « Cuando me siento triste, nada me hace tanto sonreír como pensar en el arte oficial, en sus pompas y sus obras : es uno de los temas más maravillosamente cómicos que existen en el mundo. Y además es inagotable » (19 de marzo de 1910).